# Perdicella
Perdicella é um género de gastrópode  da família Achatinellidae.
Este género contém as seguintes espécies:
- Perdicella carinella
- Perdicella fulgurans
- Perdicella helena
- Perdicella kuhnsi
- Perdicella maniensis
- Perdicella ornata
- Perdicella zebra
- Perdicella zebrina